# Gadhinglaj
Gadhinglaj é uma cidade  no distrito de Kolhapur, no estado indiano de Maharashtra.

## Geografia
Gadhinglaj está localizada a 16° 14′ N, 74° 21′ L. Tem uma altitude média de 623 metros (2043 pés).

## Demografia
Segundo o censo de 2001, Gadhinglaj tinha uma população de 25,356 habitantes. Os indivíduos do sexo masculino constituem 51% da população e os do sexo feminino 49%. Gadhinglaj tem uma taxa de literacia de 78%, superior à média nacional de 59.5%: a literacia no sexo masculino é de 84% e no sexo feminino é de 72%. Em Gadhinglaj, 11% da população está abaixo dos 6 anos de idade.